# Эгнью, Джон
Джон Эгнью (англ. John A. Agnew, 29 августа 1949, Миллом, Англия) — британско-американский политико-географ, доктор наук, профессор. Член-корреспондент Британской академии и действительный член Королевского географического общества.
Лауреат премии Вотрена Люда (2019) за работы в области политической географии и геополитики.

## Научная карьера
Учился в университетах Эксетера и Ливерпуля в Англии и штате Огайо, США.
На данный момент Джон Эгнью является профессором географии в Калифорнийском университете в Лос-Анджелесе (UCLA). В 1975—1995 — профессор Сиракузского университета в Нью-Йорке. Эгнью является доктором наук и преподаёт курсы по политической географии, истории географии европейских городов и Средиземноморья. С 1998 по 2002 возглавлял отдел географии в UCLA.
Эгнью много писал по вопросам территории, места, политической силы. Он также работал над вопросами «науки» в географии, а также как знания создаются и циркулируют в и между местами. Известен своим вкладом в возрождение геополитики как направления исследований, а также теоретическими и практическими попытками показать как национальную политику можно понимать через сроки географической динамики мест и как она вытекает из локальных и долгосрочных факторов.
Одной из его наиболее известных работ является «Место и политика» (1987), другая — «Геополитика: Просмотр мировой политики» (2003). Большинство эмпирических исследований касается Италии, Греции и Соединённых Штатов Америки. В 2008—2009 Джон Эгнью был президентом Ассоциации американских географов, главной профессиональной организации академической географии в США. Также был помощником редактора флагманского журнала ассоциации «Анналы Ассоциации американских географов», а также соредактором международного журнала «Геополитика» вместе с Дэвидом Ньюманом с 1998 по 2009 год. Сейчас он является главным редактором будущего журнала «Территория, Политика, Управление».

### Отдельные книги и статьи
- «Deus Vult: Геополитика католической церкви» («„Deus Vult: The Geopolitics of the Catholic Church“») (2010, Routledge), напечатано в журнале Геополитика, 15 выпуск, 1 января 2010, ст. 39-61;
- «Справочник SAGE по географии» («„The SAGE Handbook of Geographical Knowledge“») (2010, Sage) ISBN 978-1-4129-1081-1
- «Глобализация и суверенитет» («„Globalization and Sovereignty“») (2009, Rowman & Littlefield) ISBN 0-7425-5678-6
- «География мирового хозяйства» («„The Geography of the World Economy“») (5-е издание, 2008, Oxford UP) ISBN 0-340-94835-3
- «Италия Берлускони» («„Berlusconi’s Italy“») (2008, Temple UP) ISBN 1-59213-717-2
- «Политика: Критические очерки по общественной географии» ("«Politics: Critical Essays in Human Geography») (2008, Ashgate) ISBN 0-7546-2690-3
- «Гегемония: Новая форма глобальной власти» («„Hegemony: The New Shape of Global Power“») (2005, Temple UP) ISBN 1-59213-153-0
- «План Маршала сегодня» («„The Marshall Plan Today“») (2004, Routledge) ISBN 0-7146-5514-7
- «Геополитика: просмотр мировой политики» («„Geopolitics: re-visioning world politics“») (2003, 2-е изд. Routledge) ISBN 0-415-31007-5
- «Справочник по политической географии» («A Companion to Political Geography») (2003, Blackwell) ISBN 978-0-631-22031-2
- «Американский пространство/Американское место: география современных Соединенных Штатов» ("«American Space/American Place: Geographies of the Contemporary United States») (2002, University of Edinburgh Press/Routledge) ISBN 0-415-93532-6
- «Создавая политическую географию» ("«Making Political Geography») (2002, Arnold/Oxford UP) ISBN 978-0-340-75955-4
- «Место и политика в современной Италии» («„Place and Politics in Modern Italy“») (2002, University of Chicago Press) ISBN 0-226-01051-1
- «Изобретая геополитику заново: география современной государственности» («„Reinventing geopolitics: geographies of modern statehood“») (2001, Franz Steiner Verlag) ISBN 3-88570-504-4
- «Политическая география: Антология» («„Political Geography: A Reader“») (1997, Arnold) ISBN 0-470-23655-8
- «Общественная география: Необходима антология» («„Human Geography: An Essential Anthology“») (1996, Wiley-Blackwell), ISBN 978-0-631-19461-3
- «Освоение пространства» («„Mastering Space“») (1995, Routledge) ISBN 0-415-09434-8
- «Рим» («Rome»") (1995, Wiley-Blackwell) ISBN 978-0-471-94886-5
- «Соединенные Штаты в мировом хозяйстве» («„The United States in the World-Economy“») (1987, Cambridge UP) ISBN 0-521-31684-7
- «Место и политика: Географическое посредничество государства и общества» ("«Place and Politics: The Geographical Mediation of State and Society») (1987, Allen & Unwin) ISBN 0-04-320177-6